# Andreas Großhenning
Andreas Großhenning, auch: Großhennig (* 11. September 1590 in Loburg; † 27. Dezember 1625 in Rostock) war ein deutscher lutherischer Theologe.

## Leben
Geboren als Sohn des Diakons in Loburg gleichen Namens und dessen Frau Anna Michaelis (aus Hameln), hatte er nach dem frühen Tod seiner Eltern die Schule und das Gymnasium in Brandenburg besucht. Er immatrikulierte sich am 10. Oktober 1603 an der Universität Wittenberg, wo er nach der Absolvierung des Grundstudiums der Artes liberalis am 22. September 1612 Magister der Philosophie wurde. Anschließend hielt er Privatvorlesungen und verfasste einige literarische Werke.
Da er am 16. Dezember 1621 eine Berufung nach Loburg als Pastor erhielt, vollendete er in Wittenberg seine fortgesetzten theologischen Studien am 30. August 1622 mit dem Lizentiat der Theologie und promovierte am 5. November 1622 zum Doktor der Theologie. 1623 wurde er Professor der Theologie an der Universität Rostock und war damit verbunden Pfarrer an der Jacobikirche. Bei dem Versuch, seine Familie nach Rostock nachzuholen, verstarb er jedoch an einer plötzlich auftretenden Krankheit und wurde auf Anweisung des Rostocker Rates am 30. Dezember 1625 in der St. Jacobikirche beigesetzt.

## Familie
Am 5. November 1622 heiratete er Euphrosyne, die jüngste Tochter des Theologen Polykarp Leyser der Ältere. Aus dieser Ehe sind eine Tochter und ein Sohn hervorgegangen. Von den Kindern kennt man:
Anna Elisabeth Großhenning († 24. Dezember 1625)
Polycarp Großhenning († jung)